# Campeonato Francés de Fútbol (USFSA) 1895
El Campeonato Francés de Fútbol 1895 fue la segunda edición de dicho campeonato, organizado por la USFSA (Union des Sociétés Françaises de Sports Athlétiques). La final fue la misma que la temporada anterior, Standard AC derrotó al White-Rovers.

## Torneo

### Cuartos de final
- Club français 5-0 FC Levallois
- White-Rovers 8-1 Paris Star
- Stade de Neuilly 2-1 CP Asnières
- Standard AC 13-0 United Sports Club

### Semifinales
- Standard AC 18-0 Stade de Neuilly
- White-Rovers 2-1 Club français

### Final
- Standard AC 3-1 White-Rovers